# Annals fragmentaris d'Irlanda
Els Annals fragmentaris d'Irlanda és un compendi de cròniques medievals en idioma irlandès mitjà procedents de diversos annals irlandesos i diverses històries narratives. Van ser compilades en el regne d'Osraige, probablement durant el regnat de Donnchad mac Gilla Pátraic (m. 1039), rei d'Osraige i rei de Leinster.
Els Annals fragmentaris es van copiar el 1643 per al reverend John Lynch per Dubhaltach Mac Fhirbhisigh d'un «rotlle» del segle xv que va pertànyer a Giolla na Naomh Mac Aodhagáin (Nehemias MacEgan). Mac Aodhagáin, que va morir cap a 1443, era professor de lleis Brehon en el comtat d'Ormonde. L'únic manuscrit que ha sobreviscut dels annals fragmentaris, que actualment es troba a la Biblioteca Reial de Bèlgica a Brussel·les, no pertany a Mac Fhirbhisigh, és una obra d'un escriptor anònim, qui va fer una pobra còpia del text de Mac Fhirbhisigh, afegint comentaris al marge i un índex. El manuscrit (MS. 7, c.n. 17) està incomplet i inclou cinc fragments d'annals a partir de 573 i finalitzant el 914. El que ha sobreviscut se suma a la sinopsi de la hipotètica Crònica d'Irlanda.
Poc se sap de l'exemplar que va treballar Mac Fhirbhisigh. Sembla que va modernitzar l'ortografia del text original com l'ho havia copiat. N'hi ha lacunae (llacunes) en apartats on no es pot llegir l'exemplar a causa de la seva pobra conservació. El copista de Mac Fhirbhisigh afegeix dates, que va prendre dels Annals dels quatre mestres sense preocupar-se de confirmar la fiabilitat de les seves fonts o corregir on clarament s'observava una errada. Els primers fragments relaten principalment fets del nord de Uí Néill i poden haver estat compilats en Ulster, però la resta de fragments van ser evidentment compilats al regne d'Osraige, que correspon aproximadament en extensió a l'últim regne d'Ormond. L'autor de la compilació es va basar en diverses fonts, algunes de les quals (per exemple annals) eren més fiables i completes que d'altres (per exemple els treballs dels bards). Els fragments combinen registres analítics avorrits amb relats romàntics i extravagants de gran imaginació a la forma única i típica dels annals irlandesos.